# Hajo Hoffmann (Politiker)
Hans-Joachim „Hajo“ Hoffmann (* 12. Februar 1945 in Lichtenfels, Oberfranken; † 31. Juli 2024) war ein deutscher Politiker (SPD). Er war von 1976 bis 1985 Mitglied des Deutschen Bundestages, von 1985 bis 1991 saarländischer Minister für Wirtschaft und von 1991 bis 2004 Oberbürgermeister von Saarbrücken (ab 2002 aber vom Amt suspendiert).

## Beruf und Familie
Hajo Hoffmann besuchte das Gymnasium und erreichte dort die Mittlere Reife. Nach einer Kaufmannslehre holte er 1970 das Abitur auf dem Saarland-Kolleg nach und studierte daraufhin Wirtschaftswissenschaften und Politikwissenschaften an der Universität des Saarlandes. 1974 schloss er sein Studium als Diplom-Ökonom ab und arbeitete danach als Angestellter der Volkshochschule sowie als Referent in der Erwachsenenbildung. 
Hoffmann war verheiratet. Er starb am 31. Juli 2024 im Alter von 79 Jahren.

## Politik
Seit 1970 war Hoffmann Mitglied der SPD. Ab 1974 war er wirtschaftswissenschaftlicher Referent bei der SPD-Fraktion im Landtag des Saarlandes, bis er zwei Jahre später in den Bundestag gewählt wurde. Im Wahlkreis Saarbrücken-Stadt erreichte er bei drei Wahlen ein Direktmandat. Zum 11. April 1985 schied er aus dem Parlament aus; für ihn rückte Fred Ranker nach. In den Jahren 1977 bis 1979 war er außerdem Mitglied des Europäischen Parlaments.
Nach dem Regierungswechsel im Saarland übernahm er im April 1985 das Amt des Wirtschaftsministers im Kabinett von Oskar Lafontaine, womit er die Nachfolge von Horst Rehberger antrat. Als gleichzeitig für die Forstwirtschaft und Jagd zuständiger Wirtschaftsminister berief Hoffmann den hessischen Forstbeamten Wilhelm Bode 1987 zu seinem Landesforstchef und unterstützte ihn gegen die erklärten Widerstände seiner Forstbürokratie bei der saarländischen Forstreform, nämlich die landesweite Einführung einer naturnahen Waldwirtschaft (Dauermischwald). Die Reform intendierte maßgeblich die spätere bundesweite Akzeptanz und Ausbreitung der kahlschlagfreien, naturnahen Waldwirtschaft in Deutschland. 1991 wurde Hoffmann zum Saarbrücker Oberbürgermeister gewählt, weswegen er 1992 seinen Ministerposten an Reinhold Kopp abgab. Ab Mai 1999 war Hoffmann daneben Präsident des Deutschen Städtetages.

## Amtsenthebung und Verurteilung
Im Jahr 1999 geriet Hoffmann in die Kritik, als ihm in Zusammenhang mit Bauarbeiten an seinem Haus Untreue vorgeworfen wurde. Trotz der Vorwürfe wurde er von den Bürgern bei der Oberbürgermeisterwahl im Februar 2001 in seinem Amt bestätigt.
Die Staatsanwaltschaft erhob im April 2001 Anklage gegen Hoffmann, woraufhin ihn das Amtsgericht Saarbrücken am 15. Mai 2002 zu einer Geldstrafe von 200 Tagessätzen à 125 Euro verurteilte. Sein Amt als Städtetagspräsident legte Hoffmann daraufhin nieder, um zu verhindern, dass der Städtetag in Mitleidenschaft gezogen wird. Nachfolgerin wurde die Frankfurter Oberbürgermeisterin Petra Roth. Einen Rücktritt als Oberbürgermeister lehnte Hoffmann allerdings mit der Begründung ab, dass das Urteil noch nicht rechtskräftig gewesen sei.
Die schwarz-grüne Koalition im Saarbrücker Stadtrat versuchte im Juni ein Abwahlverfahren in Gang zu setzen, scheiterte jedoch an der dafür erforderlichen Zweidrittelmehrheit. Das saarländische Innenministerium prüfte im Sommer eine Suspendierung und enthob Hoffmann schließlich am 27. August vorläufig des Dienstes. Die Entscheidung wurde im November vom Verwaltungsgericht des Saarlandes bestätigt. Hoffmanns Amtsgeschäfte übernahm Bürgermeister Kajo Breuer (Grüne).
Zweitinstanzlich verurteilte das Landgericht Saarbrücken Hoffmann am 22. März 2004 zu einer Geldstrafe von 90 Tagessätzen à 120 Euro, woraufhin er seinen Rücktritt als Oberbürgermeister ankündigte. Bei den Neuwahlen im September 2004 konnte sich Charlotte Britz (SPD) gegen Josef Hecken (CDU) durchsetzen. Am 8. Dezember 2004 verwarf das Oberlandesgericht Saarbrücken Hoffmanns Revisionsantrag als unbegründet, womit das Urteil rechtskräftig wurde.